# Kingdom Come: Deliverance
Kingdom Come: Deliverance (deutsch etwa: Himmelreich: Erlösung) ist ein First-Person-Rollenspiel, welches von den tschechischen Warhorse Studios entwickelt und am 13. Februar 2018 für Microsoft Windows, PlayStation 4 und Xbox One erschien. Eine Version für Nintendo Switch ist am 15. März 2024 erschienen.
Das Spiel basiert auf historischen Ereignissen Europas im frühen 15. Jahrhundert. Die Geschichte des Protagonisten Heinrich ist aber dennoch fiktiv. Handlungsort ist das mittelalterliche Böhmen. Eines der Hauptmerkmale des Spiels ist die angestrebte Geschichtstreue gegenüber der Epoche. Dies bezieht sich auf die damaligen Menschen, ihre Lebensverhältnisse sowie Waffen, Rüstungen und Kämpfe (weshalb entsprechend auf jegliche Fantasy-Elemente verzichtet wurde), aber auch die realitätsgetreue, geographische Lage mit Landstrichen und Ortschaften, die heute noch existieren.
Im April 2024 wurde der Nachfolger Kingdom Come: Deliverance II angekündigt und im Februar 2025 für die Systeme Microsoft Windows, PlayStation 5 und Xbox Series veröffentlicht.

## Handlung
Kingdom Come: Deliverance spielt im Königreich Böhmen des Jahres 1403 während einer von Konflikten des böhmisch-ungarischen Thronstreits geprägten Zeit. Schauplatz ist die Region entlang der Sasau, einem rechten Nebenfluss der Moldau, rund 40 Kilometer südöstlich von Prag. Nachgebildet im Spiel sind die Orte (aus Sicht der Spielwelt von Nord nach Süd) Przibislawitz, Silber Skalitz, Auschitz (im Spiel Uschitze), Rowna, Talmberk, Merhojed, Samopesch, Ledetschko, die Stadt Sasau mitsamt dem Kloster des Hl. Prokop, Neuhof, Vranik und Rattay.
Nach dem Tod von Kaiser und König Karl IV. erweist sich dessen Sohn Wenzel als äußerst schwacher und unfähiger Nachfolger. Sein machtbewusster Halbbruder Sigismund verbündet sich mit einer Fraktion des Hochadels, die dies als eine Gelegenheit des sozialen Aufstiegs sieht, entführt den König und marschiert mit seiner eigenen Armee in das wehrlose Land ein. Die kontrahierenden Gruppen der Aristokratie stehen sich gegenüber. Als Spieler schlüpft man in die Rolle des Schmiedesohns Heinrich, der anfangs ein unbeschwertes Leben in der Ortschaft Skalitz führt und zuletzt seinem Vater hilft, ein meisterhaftes Schwert zu vollenden. Dann erscheint eine Invasionsarmee Sigismunds, unterstützt durch angeworbene Kumanen, die den Ort verwüsten und ein Massaker unter der Bevölkerung anrichten. Heinrichs Eltern finden bei diesem Angriff den Tod durch Sigismunds Adjutanten, den deutschen Hetman Markvart von Aulitz. Mit Mühe und Not schafft Heinrich selbst die Flucht auf die nahegelegene Burg Talmberg. Sein Lehnsherr Radzig Kobyla musste ebenfalls seine Burg in Skalitz aufgeben, die Flucht ergreifen und nach Rattay fliehen. Die Invasionsarmee bedroht auch die Burg Talmberg, aber da Diwisch von Talmberg, Herr über Ort und Burg, Herrn Markwart von Aulitz, den deutschen Anführer des Heeres, davon überzeugen kann, dass sich Radzig nicht vor Ort befindet, zieht das Heer weiter. Radzig beauftragt Diwisch, ein Auge auf Heinrich zu haben.

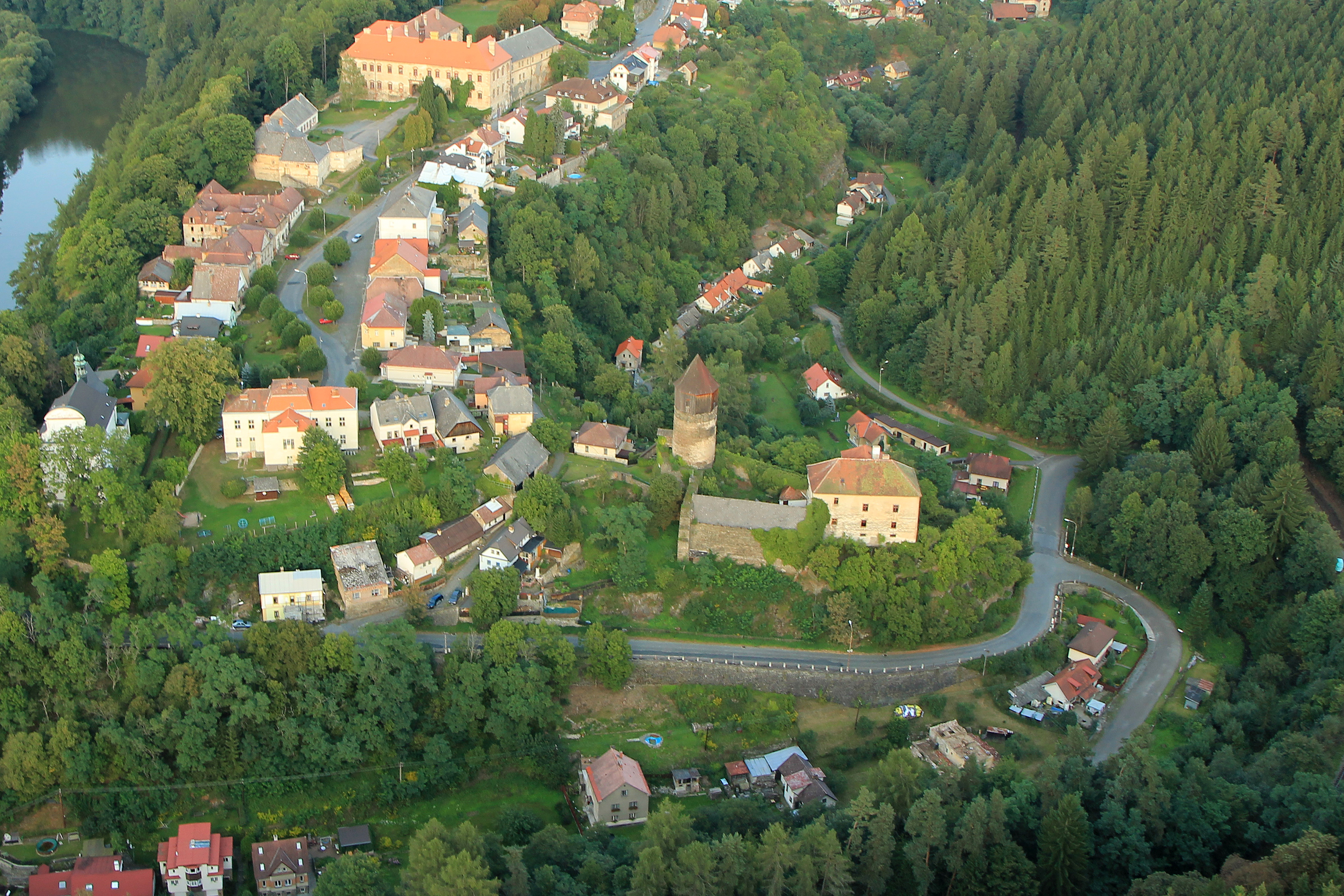
Rattay, einer der zentralen Handlungsorte (hier Aufnahme von 2012)

Heinrich erholt sich auf Talmberg, kehrt aber heimlich nach Skalitz zurück, um seine Eltern anständig begraben zu können, anstatt deren Leichen einfach den Hunden und Wölfen zu überlassen. Dort trifft er auf eine Räuberbande, angeführt von „Wicht“. Ein ironischer Name, denn dabei handelt es sich um einen bärenstarken Hünen. Wicht verlangt von Heinrich das Meisterschwert, das Heinrich als Andenken bei sich trägt. Heinrich weigert sich, hat als Laie im Kampf aber Wicht nichts entgegenzusetzen. Theresa, eine junge Frau aus Skalitz, lenkt die Räuber ab, bis Truppen Diwischs, angeführt von Hauptmann Robard, erscheinen und die Banditen auseinandertreiben. Wicht gelingt die Flucht, jedoch mit Heinrichs Schwert. Theresa bringt Heinrich zur Mühle ihres Onkels, wo er genest. Heinrich ist dennoch daran gelegen, den Tod seiner Eltern zu rächen und das Schwert seines Vaters zurückzubekommen. Zu diesem Zweck stellt er sich in den Dienst Radzigs, um sich als zuverlässiger und guter Untertan zu beweisen. Radzig hält fortan seine schützende Hand über Heinrich. Als Verwalter herrscht Hanusch von Leipa über Rattay, so lange, bis dessen Neffe, Hans Capon (Figur, die auf Jan Ptáček von Pirkstein basiert), seine Volljährigkeit erreicht hat.
Der junge, attraktive Hans erweist sich als arroganter Adeliger, dem vor allem an seinem eigenen Vergnügen, hauptsächlich Frauen und Alkohol, gelegen ist. Ein von Hanusch angeregter Jagdausflug von Hans und Heinrich begründet aber gegenseitiges Vertrauen und Freundschaft, da Heinrich Hans dabei vor Kumanen rettet. Heinrich wird beauftragt, einen grausamen Überfall auf das Gestüt in der Ortschaft Neuhof zu untersuchen. Spuren führen letztlich zu der verlassenen Ortschaft Pribyslawitz, wo sich nun ein Räuberlager befindet. Nach dem Auskundschaften erfolgt der Angriff auf dieses Lager, wo sich nicht nur Räuber, sondern auch Kumanen befinden. Heinrich stellt und tötet schließlich Wicht, jedoch erfährt er von diesem keine weiteren Informationen, etwa über deren Ziele, Hintermänner oder den Aufenthalt des Schwertes. Im Lager erbeutete Groschen stellen sich als Fälschungen heraus. Heinrich soll erkunden, woher diese falschen Münzen stammen. Mit der Hilfe des deutschen Ritters Ulrich aus Passau, der ebenfalls beauftragt wurde, die Falschmünzerei zu untersuchen, führen die Hinweise Heinrich zu den Silberminen nahe Skalitz, doch verliert sich hier zunächst die Spur.

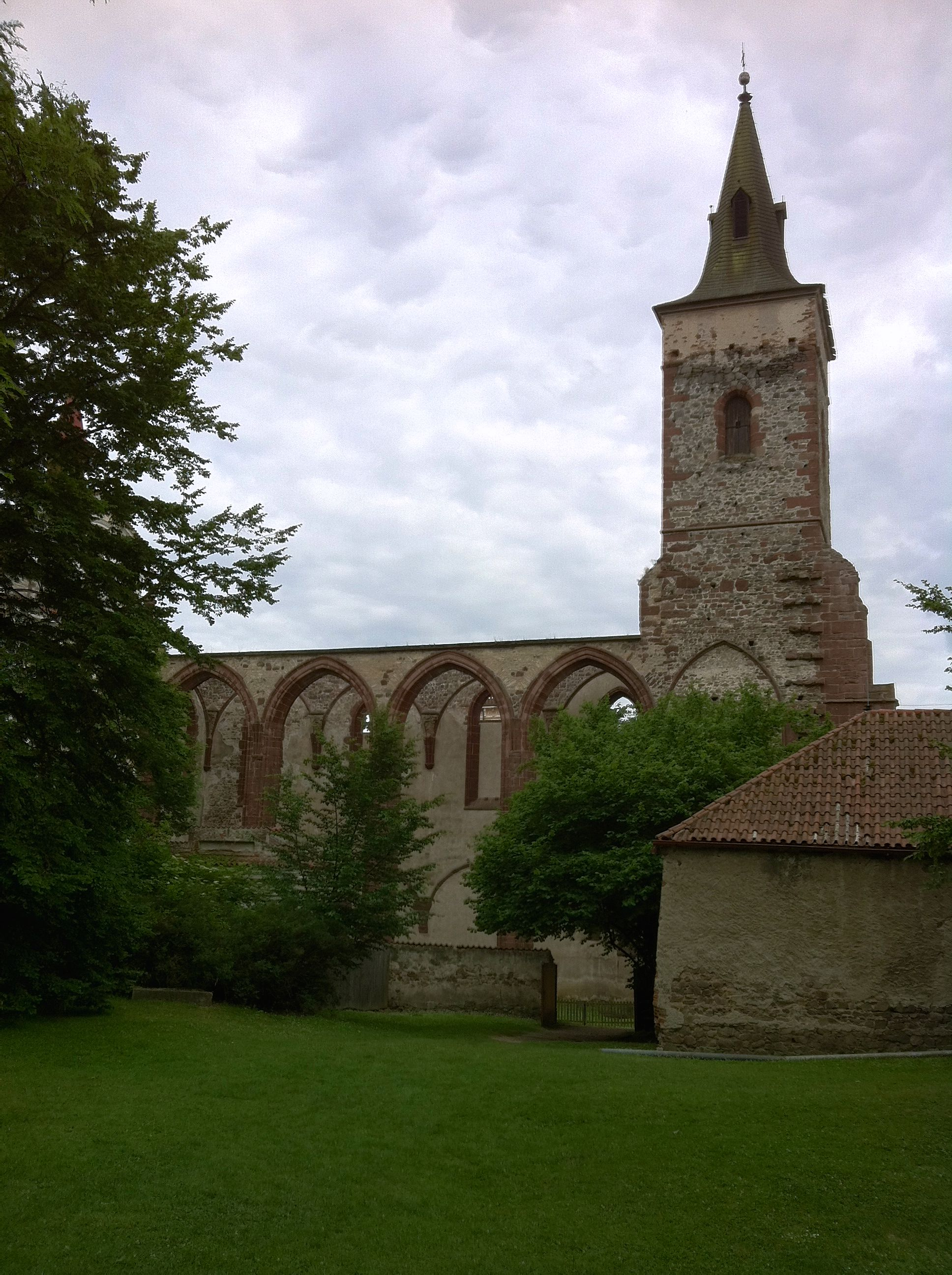
Das Kloster in Sasau (hier Aufnahme von 2014)

Heinrich kommt zu Ohren, dass zwielichtige Presser um Sasau Männer anwerben. Es gelingt ihm die Kontaktaufnahme, doch soll er zum Loyalitätsbeweis ein abtrünniges Mitglied töten, das sich nun im Kloster in Sasau versteckt hält. Er schleicht sich als Mönch ins Kloster ein und spürt den Schuldigen auf. Dieser hat jedoch mit seiner Vergangenheit gebrochen. Heinrich tötet diesen entweder oder eröffnet diesem seine Absichten, was zu beiderlei Befriedigung und der Flucht des Mönches führt. Der tatsächlich erfolgte oder vermeintliche Mord an dem Verräter verschafft Heinrich Zugang zum Söldner- und Räuberlager in Wranik, einer vormals verlassenen Festung. Dort soll sich Heinrich dem Anführer Erik beweisen, trifft aber auch auf den ungarischen Adeligen Istvan Toth, der ihm zuvor schon als Begleitung von Radzig auffiel. Indem sich Toth auf Sigismunds Seite stellt, erhofft er sich Einfluss auf Böhmen nach Sigismunds Krönung zum Kaiser des Heiligen Römischen Reiches. Heinrich wird als Spion enttarnt. Unter Hilfe des Skalitzers Brischek, der sich mit falschen Vorstellungen den Söldnern anschloss, gelingt ihm die Flucht aus Wranik. Radzig eröffnet ihm anschließend, er sei sein wahrer Vater. Der Schmied Martin habe ihn nur aufgenommen, da Radzig zunächst die Anerkennung der Vaterschaft des unehelich gezeugten Heinrichs verweigerte.

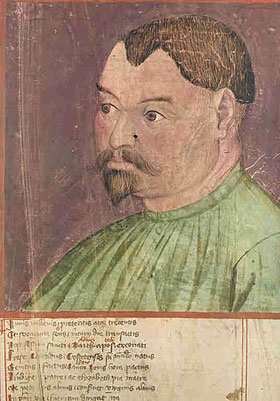
Bildnis des Konrad Kyesers aus dem 15. Jahrhundert

Radzig, Diwisch und Hanusch mobilisieren nun ihre Männer, um das Söldnerlager Wranik zu vernichten. Dies gelingt, bei offenbar wenig Widerstand. Toth nutzte jedoch den Angriff, um die gleichzeitig wenig bewachte Burg Talmberg einzunehmen, sowie Stephanie, die Gemahlin Diwischs, und Radzig als Geiseln gefangen zu nehmen. Ein nächtlicher Versuch, die Geiseln zu befreien, scheitert. Darum folgt nun eine lange Belagerung, unter Zuhilfenahme eines Triboks, konstruiert von Konrad Kyeser, einem tatsächlich verbürgten Büchsenmeister aus dem 14./15. Jahrhundert. Die Stürmung der Burg gelingt, doch verschanzt sich Toth mit den Geiseln im Bergfried. Nur gegen Zusage freien Geleits sagt er deren Freilassung zu. Zur Empörung von Heinrich und Hans erreicht Toth freien Abzug, da Hanusch und Diwisch ihr Ehrenwort gaben und ihnen ihr Ehrenwort als Adelige über allem steht. Beim Abzug verhöhnt Toth Heinrich noch mit dem Besitz des edlen Schwertes.
Anschließend folgt der Abspann des Spieles, in dem Heinrich im Traum seine Eltern erscheinen. Nach dem Abspann erfolgt ein spielbarer Epilog, bei dem die Charaktere die politische Lage diskutieren, unter dem Rat von Jobst von Mähren. Die Böhmen erkennen, dass Wenzel nicht der „Heilige“ ist, für den sie ihn hielten, sondern ein Taugenichts. Auch, dass Sigismund kein Schurke ist, sondern vor allem der Verrat Wenzels seine Handlungen begründete. Aus Geldmangel heuerte er kumanische Söldner an und eroberte dann Skalitz, um Zugriff auf dessen Silberminen zu erhalten. Wenzel befindet sich immer noch in Gefangenschaft in Wien, während Sigismund Probleme hat, seinen Einfluss in Ungarn und Böhmen zu verteidigen. Das Spiel endet damit, dass Hans Capon und Heinrich als Botschafter zu Otto von Bergow nach Burg Trosky geschickt werden, um die weitere politische Lage zu besprechen. Heinrich sehnt sich dennoch noch nach Rache und dem Schwert seines Vaters.

## Spielprinzip
Kingdom Come: Deliverance bietet eine offene Spielwelt, in der sich der Spieler auch außerhalb der Handlung frei bewegen kann. Die Welt umfasst ca. 17 km² mit einer großen Stadt, Wäldern, Burgen, und Dutzenden, teilweise durch den Krieg verwüsteten Dörfern und Weilern, die nach historischen Plänen gestaltet wurden. Zusätzlich gibt es unterirdische Orte, wie Minen, Geheimgänge und Katakomben. Das Verhalten und die Taten des Spielers beeinflussen dabei direkt Haupt- und Neben-Quest sowie die Weiterentwicklung des Hauptcharakters selber. Es gibt keine Beschränkungen der Charakterentwicklung durch ein Klassensystem. Neben grundlegenden Rollenspielelementen bietet Kingdom Come: Deliverance außerdem eine Reihe an technischen Innovationen auf dem Gebiet der Computer-Rollenspiele, deren Fokus auf einem glaubwürdigen Spielerlebnis liegt. So verfügt das Spiel über ein komplexes Bekleidungssystem, mit dem der Spielecharakter mehrschichtig angezogen werden kann. Dies hat wiederum realistische Folgen für die Interaktion mit NPCs, wie z. B. beim Schwertkampf, bei dem die Effektivität der Rüstung nicht auf unveränderlich festgelegte Werte zurückzuführen ist, sondern während der Kollision von Waffe und Rüstung abhängig von angezogenen Kleidungsstücken dynamisch kalkuliert wird. Auch die Kampfmechanik an sich basiert auf einem komplexen System, bei dem der Spieler die Position seines Charakters, die Position seiner Gegner, Block- und Angriffsrichtung, aber auch Waffenarten entsprechend kombinieren muss, um einen Kampf erfolgreich zu überstehen.
Zusätzlich zu den technischen Aspekten tragen auch diverse Spielmechanismen zur Glaubwürdigkeit des Spielgeschehens bei. So benötigt der Spielecharakter Essen und Schlaf, während Rüstungen und Waffen mit der Zeit und mit steigender Benutzung an Qualität verlieren und repariert werden müssen. Auch Quests haben einen offenen Verlauf und ein möglichst offenes Ende, welche durch die Entscheidungen des Spielers beeinflusst werden. Abhängig von Taten und Ruf des Spielers ändert sich auch das Verhalten von Nicht-Spieler-Charakteren gegenüber dem Spielcharakter, zudem besitzt jeder NSC seine täglichen Routinen, auf die der Spieler Einfluss nehmen kann. Zum selbständigen Speichern des Spielstands wird ein sogenannter „Retterschnaps“ benötigt, welcher im Spiel hergestellt oder gekauft werden kann. Ein „Retterschnaps“ kann nur einmalig zum Speichern verwendet werden. Alternativ gibt es die Möglichkeit zum „Speichern und Beenden“. Nach wichtigen Sequenzen oder Dialogen speichert das Spiel gelegentlich automatisch.

## Entwicklung
Laut den Verantwortlichen stieß das Projekt Kingdom Come: Deliverance in der Spieleindustrie auf wenig Anklang, so dass sich kein großer Spieleentwickler oder Publisher fand, der das Projekt finanzieren wollte. Daniel Vávra, welcher ursprünglich die Idee und das Gesamtkonzept zum Spiel entwickelt hatte, verließ daher seine damalige Stelle bei 2K Czech und gründete zusammen mit anderen namhaften Entwicklern aus der Computerspielbranche sein eigenes Unternehmen, Warhorse Studios.
Die Finanzierung des Projektes begann über Kickstarter, wo durch Spenden von privaten Unterstützern eine Summe von über 1 Million GBP erreicht wurde. Nach Beendigung der Kickstarter-Kampagne wurden Spenden weiterhin über die offizielle Website des Spiels akzeptiert, sodass eine Endsumme von über 2 Millionen USD erzielt werden konnte. Unterstützer des Projektes erhielten am 22. Oktober 2014 Zugang zur Alpha- und am 3. März 2016 zur Beta-Version des Spiels. An der Entwicklung des Spiels waren bei Warhorse Studios 110 Mitarbeiter beteiligt.
Im September 2016 wurde die Veröffentlichung der Retail-PC-Version und Spielkonsolen-Version in Kollaboration mit Deep Silver bekanntgegeben. Am 10. Juni 2021 wurde bekannt gegeben, dass Warhorse Studios mit Saber Interactive zusammenarbeiten werden, um einen Port für die Nintendo Switch zu entwickeln.

### Synchronisation
| Rolle               | Sprecher/-in        |
| ------------------- | ------------------- |
| Heinrich            | Leonhard Mahlich    |
| Istvan Toth         | Charles Rettinghaus |
| Heinrichs Mutter    | Gundi Eberhard      |
| Heinrichs Vater     | Uwe Büschken        |
| Hauptmann Bernard   | Bernd Rumpf         |
| Radzig Kobyla       | Alexander Brem      |
| Hanush von Leipa    | Daniel Welbat       |
| Divish von Talmberg | Dieter B. Gerlach   |
| Hans Capon          | Sebastian Fitzner   |

Die deutsche Synchronisation, bei der bekannte Sprecher wie Leonhard Mahlich, Bernd Rumpf oder Gundi Eberhard mitwirkten, wurde einerseits für ihre Qualität und Professionalität gelobt, andererseits wurden dabei mangelnde Lippensynchronität und Lautstärkeschwankungen bemängelt. Die Aufnahmen fanden in den GlobaLoc Tonstudios in Berlin statt.

## Erweiterungen
Warhorse Studios kündigte im Mai 2018 drei kostenlose sowie vier kostenpflichtige Erweiterungen und Updates an. Patches korrigierten bislang nicht nur grafische und inhaltliche Bugs, sondern überarbeiteten auch das zuweilen kritisierte Speichersystem und erleichterten Spielmechaniken, wie das Schlösserknacken und brachten vielfältigere Frisuren und Bärte für Spielfigur Heinrich. Bei den kostenlosen Erweiterungen handelt es sich um einen „Hardcore“-Modus, einen Turnier-Modus und Modding-Unterstützung.
In der im Juli 2018 erschienenen Erweiterung From the Ashes wird Heinrich die Verantwortung über das verlassene Räuberlager Pribyslawitz übertragen, wobei er sich als Landvogt um Verwaltung, Wiederaufbau, Rechtsprechung und Ausbau zu kümmern hat. Die ersten drei Erweiterungen können sowohl während des Hauptspieles, als auch nach Beendigung dessen angegangen werden. The Amorous Adventures of Bold Sir Hans Capon erschien im Oktober 2018. Darin hilft Heinrich dem adligen Hans Capon dabei, seine Herzensdame zu erobern. Dafür muss er in der Spielwelt mehrere Gegenstände besorgen und trifft dabei auf Schwierigkeiten. In Band of Bastards, erschienen im Februar 2019, schließt ihr euch einer Söldnertruppe an, um die Straßen von Böhmen zu sichern. In der letzten Erweiterung A Woman’s Lot, die im Mai 2019 veröffentlicht wurde, wird der Angriff aus Skalitz aus der Sicht von Theresa erneut durchlebt. Dadurch erfährt der Spieler, wie sie überlebt hat und was dazu führte, dass sie sich mit Heinrich in Rattay wieder traf. Dazu wird noch ein Hund als neuer Gefährte eingeführt, welcher Heinrich auch nach dem DLC treu ist. Zum anderen wird aber auch die Figur Johanka näher betrachtet, indem Heinrich mit ihr ihre Vision untersucht und verschiedene Aufgaben erfüllt.

## Nachfolger
Am 18. April 2024 wurde Kingdom Come: Deliverance II angekündigt. Am 4. Februar 2025 wurde Kingdom Come: Deliverance II für die Systeme Microsoft Windows, PlayStation 5 und Xbox Series veröffentlicht.

## Rezeption
Von der Spielepresse erhielt das Spiel überwiegend verhaltene bis gute Kritiken. Negative Kritik bezog sich vor allem auf technische Mängel, wie häufig auftretende grafische und inhaltliche Bugs, nachladende Texturen, Pop-ups, sowie gelegentliche Spielabstürze. Jörg Luibl von 4Players sprach gar von einer „Beta-Version“. Bereits zum Erscheinungstermin wurde ein 25 GB großer Patch veröffentlicht, dem weitere Patches folgten. Entwickler Warhorse erklärte, dass man sich der Kritik bewusst sei. So äußerte Produzent Martin Klima: „Ich gebe offen zu, dass ich mir mehr Zeit gewünscht hätte, um das Spiel vor dem Release abzurunden. Ein Triple-A-Spiel verdient eigentlich mehr Feinschliff.“ Anlass zu positiver Kritik boten allerdings die lebendige, organisch wirkende Spielwelt, das abwechslungsreiche Quest-Design, die kreative Kampfmechanik, die bei mehreren Gegnern jedoch hektisch sein kann, sowie die Handlung.

### Kritiken
„Technisch ist »Kingdom Come: Deliverance« zuweilen eine Zumutung. Die Ladezeiten vor Gesprächen nerven genauso wie das Speichersystem; die gute Sprachausgabe ist teils kaum hörbar und auf der Standard-PS4 ruckelt es einfach zu häufig. (…) Drücke ich eineinhalb Augen zu, sehe ich in »Kingdom Come« tolle Atmosphäre, meist glaubwürdige Charaktere und eine stilistisch wundervolle Spielwelt, die als Bühne für eine toll erzählte Geschichte dient. (…) Mit Eigenheiten, einem unverbrauchten Setting und der charmanten Erzählweise löst »Kingdom Come« bei mir Wohlwollen aus – bedenkenlos empfehlen kann ich das Spiel aufgrund der vielen Bugs aber nicht. (…)“

„Kingdom Come: Deliverance erschafft im Test eine der stimmungsvollsten Open Worlds, die wir je erlebt haben. Um die großen Stärken des Mittelalter-Rollenspiels zu genießen, muss man dem Mittelalter-Rollenspiel allerdings viele Dinge verzeihen.“

„Ambitioniertes Mittelalter-Rollenspiel voller liebevoller Details, aber auch sperriger Mechaniken und audiovisueller Macken. Selten war ich so gespalten bei einem Test, wie bei «Kingdom Come: Deliverance». Auf der einen Seite kann ich die Akribie und Liebe zum Detail gar nicht genug loben, welche die Entwickler in ihr Spiel gesteckt haben. (…) Gleichzeitig gehen mir aber auch viele Dinge auf den Senkel. Das Speichersystem nervt mich genauso, wie das umständliche Menü, die träge «Schnell»-Reise-Funktion und das zickige Bogenschießen. (…) Und dabei rechne ich noch nicht einmal die zahlreichen Grafik- und Soundbugs mit.“

### Erweiterungen
Die erste kostenpflichtige Erweiterung From the Ashes rief bei der Computerspielpresse durchwachsene Reaktionen hervor. Der Metascore liegt bei 54 von 100 möglichen Punkten. Felix Schütz von PC Games bedauert das verschenkte Potential der Erweiterung. Die Grundidee, zum Bauherrn seiner eigenen Stadt zu werden, sei zwar ansprechend, doch die Umsetzung verkomme zur Geduldsprobe. Anstatt ihre Kreativität frei ausleben zu können, seien die Spieler dazu gezwungen, große Mengen an In-Game-Währung zu erwirtschaften, um sich die Baumaßnahmen überhaupt leisten zu können. Bei der zweiten kostenpflichtigen Erweiterung The Amorous Adventures of Bold Sir Hans Capon berichtet GameStar von „wirklich schönen Quests, die verbliebene Erzählstränge aus dem Hauptspiel aufgreifen“ und lobt besonders die Entscheidungsfreiheit der Erweiterung. Es wird aber besonders die Kürze der Erweiterung kritisiert, wofür der Preis laut GameStar zu hoch sei. Das DLC Band of Bastards bietet hingegen einen sehr kampflastigen Zusatz. Hier steht neben dem Kampf zusätzlich Ermittlungsarbeit im Fokus, was laut GameStar zu einem „sehr runde[m] Gesamtpaket führt“. Negativ fällt jedoch erneut der Preis in Bezug zur Länge des Spiels auf. In der letzten Erweiterung A Woman’s Lot wird besonders gelobt, dass der Fokus hier mehr auf die Frau im Mittelalter gelegt wird und dabei interessante Charaktere noch mehr Tiefe erhalten. Daher ist die Erweiterung für GameStar ein „perfekter Abschluss“, da „sie sich ganz auf die Stärken des Hauptspiels konzentrieren“.

### Auszeichnungen
- gamescom Award 2017 – Bestes PC-Spiel: Kingdom Come: Deliverance, Koch Media[52]
- Křišťálová Lupa 2018 – Project of the Year[53]
- Czech Game-Award 2021 – „Bestes tschechisches Spiel des Jahrzehnts“[54]

### Verkaufszahlen
Gemäß Martin Frývaldský-Betinský, CEO der Warhorse Studios, hat sich Kingdom Come: Deliverance bereits zwei Wochen nach Veröffentlichung, mehr als eine Million Mal verkauft. Die Hälfte der Verkaufszahlen entfielen dabei auf Steam. Diese Verkaufszahlen nannte er „erfreulich, aber nicht ganz unerwartet“. Mitte 2020 hatte sich das Spiel drei Millionen Mal verkauft. Ende Juni 2022 betrugen die Verkaufszahlen über fünf Millionen. Bis November 2024 wurden über 8 Millionen Einheiten verkauft.

### Kontroverse
Um Kingdom Come: Deliverance entstand eine „Debatte über historische Authentizität, Rassismus, Sexismus und die Rolle der Spielepresse im Kontext des Spiels“
Teile der Kritik richteten sich gegen Daniel Vávra, dem rassistische und sexistische Ansichten unterstellt wurden, unter anderem, weil er bei der Gamescom 2017 mit einem Burzum-Shirt auftrat und Verständnis für Kritiker der Gamergate-Bewegung äußerte. Vávra selbst wies derartige Vorwürfe empört zurück.
Ausgehend von US-amerikanischen Publikationen, wie den Websites Polygon und Vice, wurden, wie bereits zuvor im Fall von The Witcher 3, Rassismusvorwürfe gegenüber Kingdom Come: Deliverance laut, die sich daran entzündeten, dass das Spiel keine nichtweißen Charaktere zeigt. Diese Kritik wurde vereinzelt auch von deutschsprachigen Blogs aufgegriffen, fand aber auch Eingang in die geschichtswissenschaftliche Forschung zum Spiel. Die Entwickler verwiesen hingegen darauf, dass es im mittelalterlichen Böhmen schlicht keinen relevanten Bevölkerungsanteil an Nichtweißen gegeben habe und verwiesen auf die gewünschte realistische Darstellung dieser Epoche, gestützt auf ein Dutzend beratender Historiker. Ob es korrekt sei, dass das Spiel nichtweiße Charaktere nicht repräsentiere, fragte das Spielemagazin M! Games das Historische Institut der RWTH Aachen, welches auf die Johannes Gutenberg-Universität Mainz verwies. Dort antwortete man, es habe allenfalls Angehörige von Turkvölkern gegeben, wie Kumanen (die im Spiel auch erscheinen), aber ansonsten sei die Existenz Nichtweißer „fraglich“. Bei Game Two äußerte zudem Winfried Eberhard, Professor für ostmitteleuropäische Geschichte an der Universität Leipzig und ehemaliger Direktor des GWZO, die Wahrscheinlichkeit, dass es Farbige im mittelalterlichen Böhmen gegeben habe, sei „relativ gering“. Produzent Martin Klima verteidigte ebenfalls die Entscheidung, nur weiße Charaktere darzustellen. Das Spiel behandele einen kleinen Teil des mittelalterlichen Europas, für den zu dieser Zeit keine Nichtweißen nachweisbar waren. Zudem würden innerhalb der Handlung verschiedene Völker und Ethnien behandelt, neben Tschechen auch Deutsche, Ungarn und Kumanen.
Niculas Huss erklärte in der Zeitschrift Paidia, dass die Debatte am eigentlichen Kern vorbeigehe. Jede geschaffene mittelalterliche Welt entspreche der Vorstellung der Erbauer, unabhängig wie stark man sich um Authentizität bemühe. Er verweist hierbei auf die populärkulturelle Vorstellung des Mittelalters in den letzten Jahrzehnten und führt an, dass in Kingdom Come: Deliverance weder Juden noch Roma vorkämen. Das Spiel Kingdom Come: Deliverance sei für die Gaming-Szene heute ebenso ein Abbild des Mittelalters wie das Schloss Neuschwanstein für Besucher im 19. Jahrhundert. Das Problem sei, dass beide Seiten eine unterschiedliche Auffassung von Authentizität hätten. Die eine Seite solle lernen, dass das Abbilden historisch korrekter Landschaften und Burgen aus dem Spiel eben noch keine historische Wahrheit mache, andererseits hätten Kritiker des Spiels zu akzeptieren, dass es sich um eine Variante einer historischen Erzählung handele.